# Triphosa ravulata
Triphosa ravulata là một loài bướm đêm trong họ Geometridae.